# Basilea III
Los Acuerdos de Basilea III  (Basilea III) se refieren a un conjunto de propuestas de reforma de la regulación bancaria, publicadas a partir del 16 de diciembre de 2010.
Basilea III es parte de una serie de iniciativas, promovidas por el Foro de Estabilidad Financiera (FSB, Financial Stability Board por sus siglas en inglés) y el G-20, para fortalecer el sistema financiero tras la crisis de las hipotecas subprime. Se trata de la primera revisión de Basilea II (CRD II) y se llevó a cabo a lo largo de 2009, entrando en ejecución a partir del 31 de diciembre de 2010.
Dentro del marco de la Unión Europea, los acuerdos de Basilea III se transponen jurídicamente en las normas de la Directiva 2013/36/UE (CRD IV) y el Reglamento UE n.º 575/2013 (CRR) de requisitos de capital.

## Visión general
La reforma de Basilea III viene motivada al observarse que la crisis financiera de 2008 se explica en gran parte debido al crecimiento excesivo de los valores presentados en los balances de los bancos (y también fuera de ellos, como en el caso de los productos derivados), y la simultánea caída del nivel y la calidad de los fondos propios previstos para riesgos. En efecto, muchas instituciones no contaban con reservas suficientes para hacer frente a una crisis de liquidez. 
El tumulto bursátil provocado por la financiarización de las economías desarrolladas (países del G7) que alimentó la crisis con bursatilizaciones sobredimensionadas. El colapso de Lehman Brothers fue la señal inicial de la crisis. Las implicaciones macroeconómicas de la crisis fueron más amplias que las de la Gran Recesión de los años 1930.
En este contexto, el sistema bancario se mostró en un primer momento incapaz de absorber las pérdidas que afectaban a los productos estructurados de titulización y tuvo que asumir, por tanto, la reintermediación de algunas de las exposiciones de fuera de balance.
En el peor momento de la crisis, las incertidumbres pesaban sobre la calidad de los balances. La solvencia de los bancos estaba en cuestión y ello conllevaba problemas de riesgo sistémico (la interdependencia existente podía provocar que la insolvencia de uno provocara la del siguiente), lo cual generó una crisis de confianza y de efectivo generalizada. Teniendo en cuenta el papel del sistema financiero en las finanzas y en la economía real, el carácter internacional de las instituciones financieras y las pérdidas que asumen los Estados principalmente a través de los planes de rescate con fondos públicos, se consideró legítima la intervención coordinada de los reguladores internacionales.
A diferencia de Basilea I y Basilea II, ambos centrados principalmente en el nivel de reservas que los bancos deben mantener para pérdidas bancarias, Basilea III se centra principalmente en el riesgo de "bank run" (pánico bancario), exigiendo diferentes niveles de capital para las distintas modalidades de depósitos bancarios y otros préstamos. Basilea III no sustituye, en su mayor parte, a las directrices ya conocidas como Basilea I y Basilea II; más bien las complementa.

## Principios básicos

### Capital
El acuerdo de Basilea III propone a los bancos aumentar sus reservas de capital para protegerse de posibles caídas. El capital mínimo de calidad (CET1, Common Equity Tier 1 por sus siglas en inglés), incluye las acciones ordinarias y los resultados acumulados. El ratio de capital CET1 pasa del 2% al 4,5%, computado sobre el total de los "activos ponderados por riesgo". Este ratio de capital mínimo debe ser mantenido en todo momento por el banco y es uno de los más importantes.
{\displaystyle {\frac {\mbox{Common Equity Tier 1}}{\mbox{Activos Ponderados por riesgo}}}\geq 4,5\%}
El llamado Capital Tier 1 incluye, además de las acciones comunes y las utilidades retenidas, las participaciones preferentes, híbridos de capital y deuda sin pagar. El ratio de Capital Tier 1 mínimo pasa del 4% al 6% aplicable en 2015 sobre el total de los "activos ponderados por riesgo". Dicho 6% se subdivide en el 4,5% de CET1 arriba mencionado, y el 1,5% extra de AT1 (Additional Tier 1).
En suma, el ratio mínimo de Capital Total (que incluye el Capital Tier 1, más el denominado Capital Tier 2), asciende en total al 8% de los activos ponderados por riesgo.
Respecto de los "activos ponderados por riesgo", se definen como la suma de los activos del banco, ponderados según el riesgo que cada activo comporte de acuerdo con las directrices de Basilea III. Por ejemplo: un préstamo al consumo, sin ninguna garantía, tiene un peso del 100%; mientras que un bono del estado, generalmente tiene un peso del 0% (por ejemplo, el bono alemán o suizo).
Por otra parte, Basilea III introduce el concepto de los "colchones de capital", que los bancos tendrán que construir gradualmente entre 2016 y 2019, para que pudieran ser utilizados en futuros tiempos de crisis:
- Colchón de conservación de capital: Equivalente al 2,5% de los activos ponderados por riesgo y compuesto íntegramente por instrumentos de CET1. Dado que el requisito mínimo regulatorio es mantener el 4,5% de CET1, deberá añadirse el mencionado colchón para que el capital de alta calidad ascienda al 7% a finales de 2019. Los bancos podrán utilizar, en determinadas circunstancias, el capital de este colchón de conservación de capital, aunque si el banco está cerca del porcentaje mínimo requerido, deberá reducir su margen de beneficios y dividendos. En definitiva, el objetivo es evitar que las instituciones sigan pagando altos dividendos y bonos incluso cuando sufren un deterioro del capital.
- Colchón de capital anticíclico de alta calidad: Entre el 0% y el 2,5% de los activos ponderados por riesgo. Puede ser requerido de acuerdo a las necesidades de cada país signatario del acuerdo. Este segundo colchón dependerá del nivel de capitalización de mercado y tiene por objeto proteger el sistema bancario en los períodos de expansión del crédito, cuando los bancos tendrán que guardar una parte de su capital a la formación de sus colchones.

Por lo tanto, teniendo en cuenta los dos colchones, el requisito de Capital Total mínimo (no confundir con el CET1) puede llegar al 13%.

### Apalancamiento
Basilea III introduce a partir de 2015 un "ratio de apalancamiento" mínimo propuesto, como medida complementaria a los ratios de solvencia basados en riesgo.
El ratio de apalancamiento se calcula dividiendo el capital Tier 1 por una medida de la exposición total no ponderada por riesgo, como los activos consolidados totales medios del banco (no ponderados). Se espera que los bancos mantengan un ratio de apalancamiento no inferior al 3% bajo Basilea III.
{\displaystyle {\frac {\mbox{Capital Tier 1}}{\mbox{Exposición total}}}\geq 3\%}

### Liquidez
Uno de los planes más importantes de la reforma de Basilea III es la introducción de dos ratios de liquidez: el LCR (Liquidity Coverage Ratio) y el NSFR (Net Stable Funding Ratio).
- El LCR (Coeficiente de Cobertura de Liquidez) es una relación de un mes, que tiene como objetivo requerir a los bancos mantener suficientes activos líquidos de alta calidad para cubrir las salidas netas de efectivo durante un período de 30 días. Su fundamento es el siguiente: los activos líquidos de los que dispone una institución financiera (por ejemplo, bonos gubernamentales y bonos corporativos) deben tener un valor mayor o igual que las salidas potenciales de efectivo (por ejemplo, pagarés que expiran y retiros de cuentas de depósito) de dicha institución. De manera matemática, esto es:

{\displaystyle {\frac {\mbox{Activos Líquidos}}{\mbox{Salidas Netas de Efectivo}}}\geq 100\%}
Los activos que entran en la parte de Activos Líquidos, son tales que la institución pueda fácilmente convertirlos en efectivo. Para efectos del Coeficiente de Cobertura de Liquidez, éstos se separaron en dos tipos los activos de nivel I y activos de nivel II. Los activos de nivel I, son activos muy líquidos que no incurren en pérdidas, por precios inusuales a ser vendidos en el mercado. Por esta razón se ponderan al 100%. Los activos de nivel II son activos menos líquidos, que bajo un escenario de estrés pudiera ser que se vendieran a precios menores que los de mercado, por lo que tienen un ponderador menor que 100%.
Por otra parte en el denominador, en la parte de Salidas Netas de Efectivo, existen de hecho dos elementos que tienen importancia. El primero son las salidas que potencialmente tendrá la institución. Por ejemplo, de las cuentas de depósito esperamos que bajo un escenario de estrés se salga dinero, por lo que el total de las cuentas de depósito, se multiplican por un ponderador que mide cuánto podría salirse bajo un escenario de estrés (de hecho las cuentas de depósito se separan según que tan factible sea que salga dinero de las cuentas, por lo que hay más de un ponderador en juego). El segundo elemento son las entradas de efectivo, es decir, dinero que recibirá la institución durante el período de 30 días. Por ejemplo, aquí entran créditos que haya otorgado la institución y bonos que no sean líquidos de los cuales se va a recibir intereses o capital, entre otros.
Con estos elementos el coeficiente toma la siguiente forma (de acuerdo a la publicación del 6 de enero de 2013):
{\displaystyle {\frac {{\mbox{Activos Ponderados de Nivel I}}+{\mbox{Activos Ponderados de Nivel II}}}{{\mbox{Salidas de Efectivo}}-min({\mbox{Entradas de Efectivo}},0.75\cdot {\mbox{Salidas de Efectivo}})}}}
Sujeto a que los Activos Ponderados de Nivel II no sean más del 40% del total de los activos líquidos.
De acuerdo con el Acuerdo de Basilea de 16 de diciembre de 2010, sus parámetros principales son:
- El efectivo y la deuda soberana se pondera al 100%.
- Otros títulos se ponderan al 85% (15% de descuento sobre el valor de mercado).
- Los créditos a clientes se esperan renovar en un 50%, los préstamos interbancarios no se renuevan.
- Los depósitos minoristas sufrirán una tasa de fugas que oscilará entre el 5% y 10%, dependiendo de la estabilidad estimada del depósito en cuestión.
- Los depósitos a grandes empresas sufrirán una tasa de fugas de entre el 25% y el 75%, dependiendo de la estabilidad del depósito estimado en cuestión.
- La refinanciación de mercado se renueva en un 0%.

- El NSFR (Coeficiente de Fondeo Estable Neto) es una relación de un año que tiene como objetivo permitir a los bancos resistir un año a una crisis específica de la institución. Su filosofía es la siguiente: el importe de los requisitos de recursos estables (financiación necesaria estable) debe ser menor que la cantidad de recursos disponibles (financiación estable disponible).

## Implementación
La implementación completa de Basilea III ha sufrido retrasos: habiéndose acordado en 2010, se preveía que Basilea III fuese introducido entre 2013 y 2015. Luego, la implementación se aplazó para marzo de 2019 y ahora será desde el 1.º de enero de 2022 en un lapso de cinco años. En 2021, a causa de la crisis económica causada por los confinamientos masivos, se aplazó una vez más su implementación para 2023 y terminando el plazo en 2028.
La Junta de Estabilidad Financiera, FSB, ha designado a la implementación de Basilea Basel III como una de las áreas prioritarias de su monitoreo. La labor de monitoreo y reporte en esta área ha sido encargada al Comité de Basilea sobre Supervisión Bancaria, (BCBS).